# Matoatoa
Matoatoa is een geslacht van hagedissen dat behoort tot de gekko's (Gekkota) en de familie Gekkonidae.

## Naam en indeling
Er zijn twee soorten, de wetenschappelijke naam van de groep werd voor het eerst voorgesteld door Ronald Archie Nussbaum, Christopher John Raxworthy en Olaf Pronk in 1998.

## Verspreiding en habitat
De hagedissen komen voor in delen van Afrika en leven endemisch in Madagaskar. De habitat bestaat uit droge tropische en subtropische bossen, vochtige tropische en subtropische laaglandbossen en scrublands.

## Beschermingsstatus
Door de internationale natuurbeschermingsorganisatie IUCN is aan beide soorten een beschermingsstatus toegewezen. Een soort wordt beschouwd als 'onzeker' (Data Deficient of DD) en een soort als 'kwetsbaar' (Vulnerable of VU).

## Soorten
Het geslacht omvat de volgende soorten, met de auteur en het verspreidingsgebied.
| Naam                | Auteur                            | Verspreidingsgebied      | Beschermingsstatus |
| ------------------- | --------------------------------- | ------------------------ | ------------------ |
| Matoatoa brevipes   | Mocquard, 1900                    | Zuidwestelijk Madagaskar |                    |
| Matoatoa spannringi | Nussbaum, Raxworthy & Pronk, 1998 | Zuidoostelijk Madagaskar |                    |